# Nannobrachium isaacsi
Nannobrachium isaacsi és una espècie de peix de la família dels mictòfids i de l'ordre dels mictofiformes.

## Morfologia
- Els mascles poden assolir 13,3 cm de longitud total.
- Nombre de vèrtebres: 35-36.[4][5]

## Hàbitat
És un peix marí i d'aigües profundes que viu entre 0-2.300 m de fondària.

## Distribució geogràfica
Es troba a l'Atlàntic oriental central.